# Enea Baummuseum

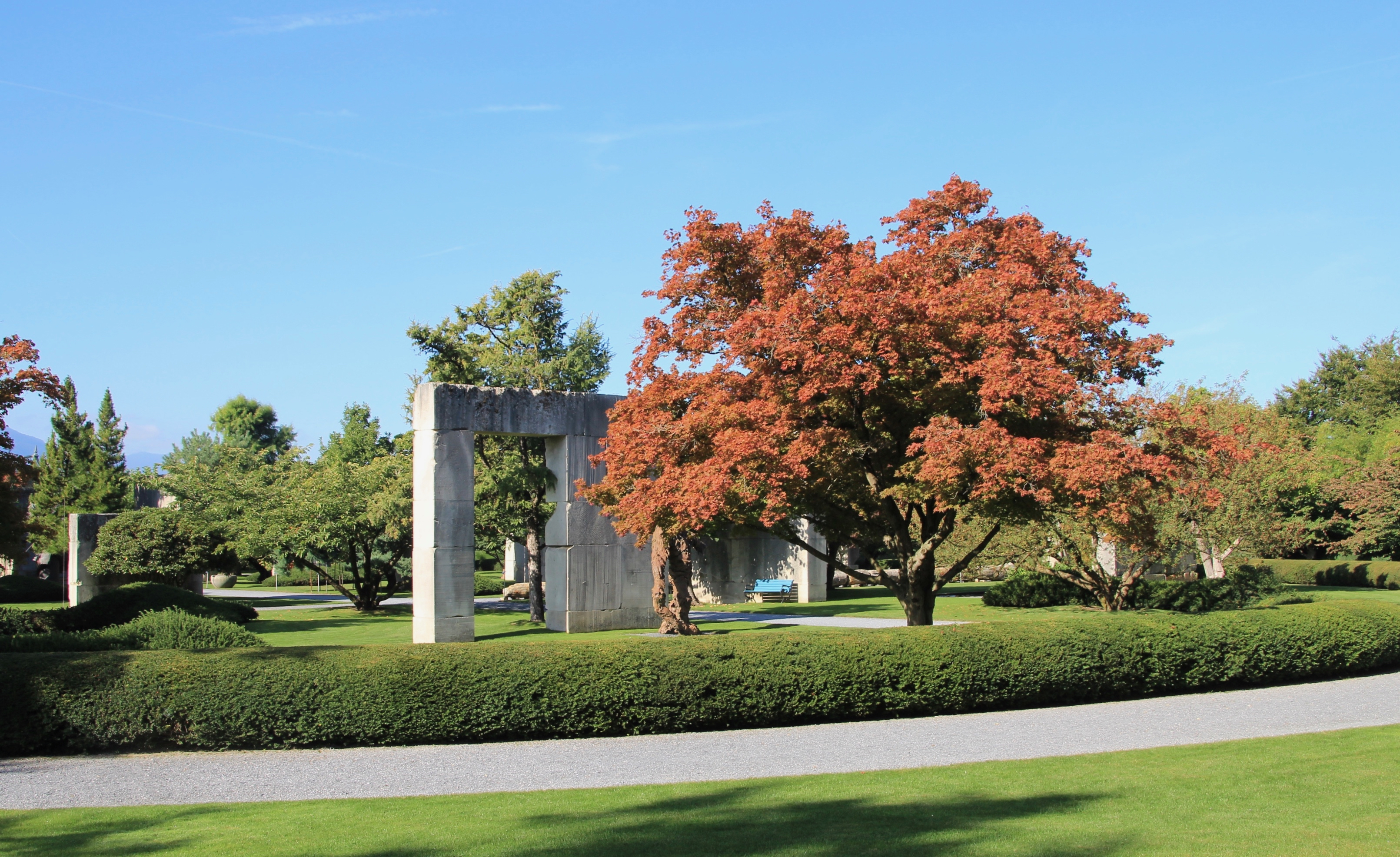
Enea Baummuseum

Das Enea Baummuseum ist ein Park in Rapperswil-Jona, Kanton St. Gallen. Es zeigt über 50 Bäume aus über 25 Arten und Skulpturen internationaler Künstler.

## Geschichte
Das 2010 gegründete Baummuseum wurde von dem Landschaftsarchitekten Enzo Enea geplant und gebaut. Das 75 Hektar grosse Grundstück am Zürcher Obersee wurde von der Zisterzienserabtei Kloster Mariazell-Wurmsbach gepachtet. Vor dem Bau musste dem ehemaligen Feuchtgebiet Wasser entzogen werden. Zu diesem Zweck wurde eine Allee von Sumpfzypressen gesetzt. Diese Baumart entzieht dem Boden auf natürliche Weise viel Wasser (Evapotranspiration). Heute bildet diese Allee die Einfahrt zum Baummuseum. Seit der Eröffnung ist das Museum öffentlich zugänglich.

## Baumbestand
Die im Baummuseum wachsenden Bäume sollten gefällt werden, wurden aber von Enea gerettet und im Baummuseum neu gesetzt. Zum Baumbestand gehören folgende Exemplare:
- Fächerahorn (Acer palmatum)
- Eisenholzbaum (Parrotia posica)

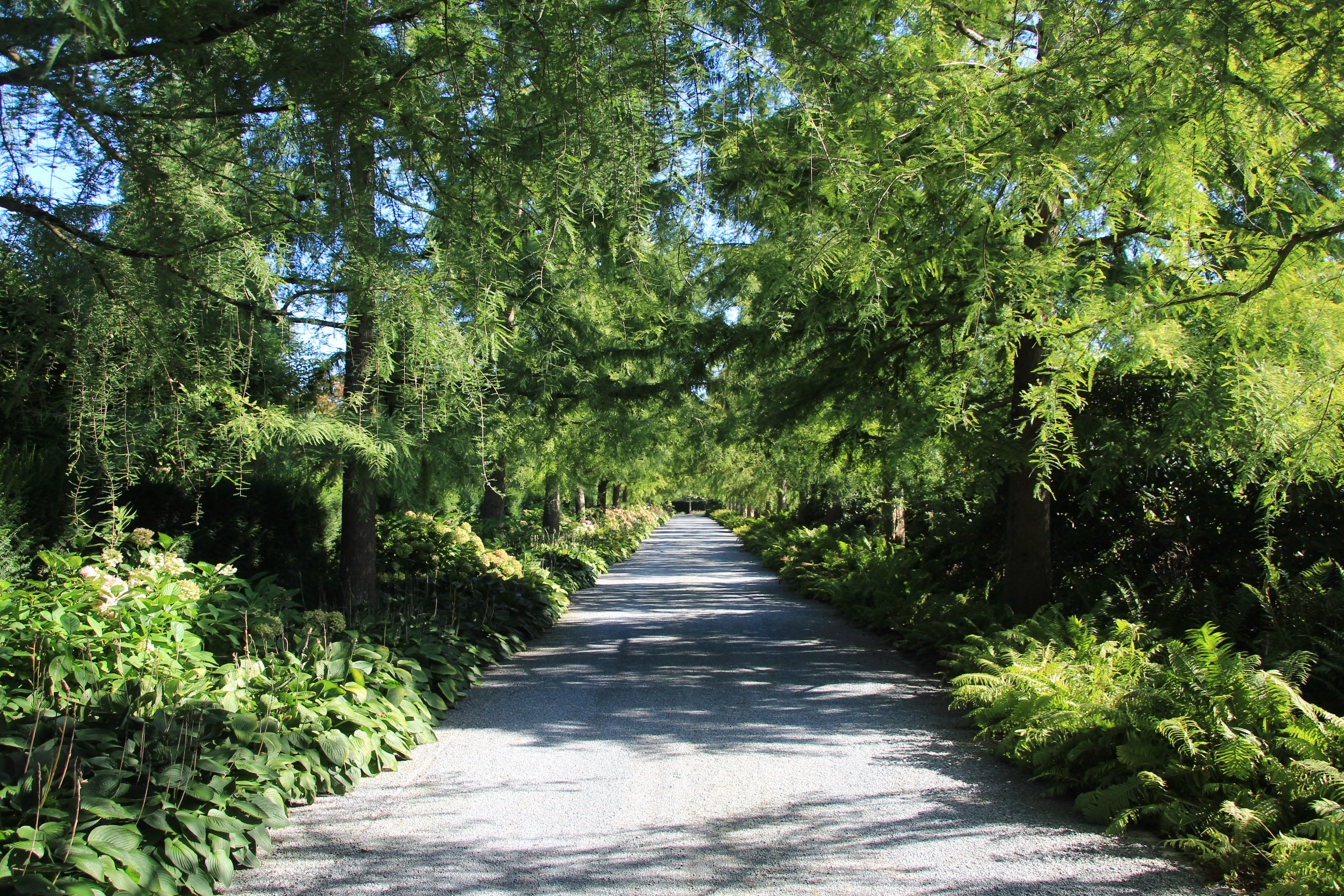
Zufahrt

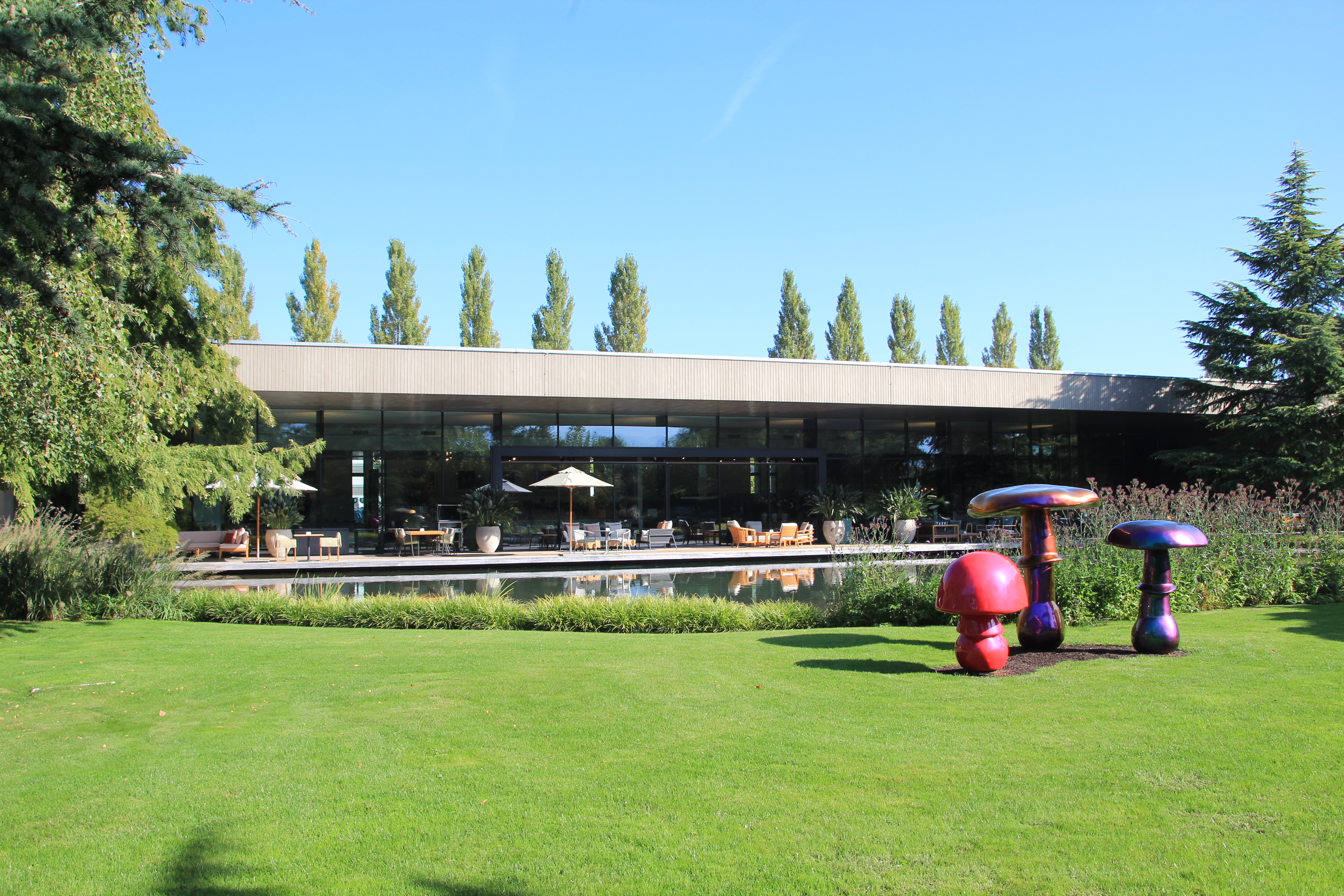
Empfangsgebäude und Café

- Japanische Korkenzieher Lärche (Larix kaempferi ‚Diana‘)
- Japanische Nelkenkirsche (Prunus serrulata)
- Japanische Schirmtanne (Sciadopitys verticillata)
- Blumen-Esche (Fraxinus ornus)
- Wald-Kiefer (Pinus sylvestris)
- Japanische Eibe (Taxus cuspitata)
- Rhododendron-Hybride (Rhododendron Catawbiense-Hybrid)
- Kalifornischer Mammutbaum (Sequoiadendron giganteum)
- Trompetenbaum (Catalpa bignonioides)
- Kultur-Pflaume (Prunus domestica)
- Muschel-Scheinzypresse (Chamaecyparis obtusa ‚Nana Gracilis‘)
- Platane (Platanus x hispanica)
- Grauer Strauch-Wacholder (Juniperus media ‚Hetzii‘)
- Tulpen-Magnolie (Magnolia x soulangeana)
- Japanische Schwarzkiefer (Pinus thunbergii)
- Elegantissima-Ulme (Ulmus minor ‚Jacqueline Hillier‘)
- Echte Sumpfzypresse (Taxodium distichum)
- Japanischer Feuer-Ahorn (Acer japonicum ‚Aconitifolium‘)
- Zimt-Ahorn (Acer griseum)
- Ginkgobaum (Ginkgo biloba)
- Rosskastanie (Aesculus hippocastanum)
- Eisenholzbaum (Parrotia persica)
- Zier-Apfel (Malus toringo sargentii)
- Roter Schlitz-Ahorn (A. palmatum ‚Dissectum Garnet‘)
- Mädchen-Kiefer (Pinus parviflora)
- Winterlinde (Tilia cordata)

## Kunst
Im Baummuseum finden sich Skulpturen internationaler  Künstler. Aktuell sind folgende Kunstwerke im Baummuseum kuratiert:
- 3 Königinnen, Risch/Duosch
- Alpaka, Jürgen Drescher
- Animello, Sergio Tappa
- Antenna, Steve Claydon
- Around Tiger Island, Nigel Hall
- Berserker II, Stalla Hamberg
- Bird, Cristian Andersen
- Dew of Moon, Masatoshi Izumi
- Fiora, Richard Erdmann

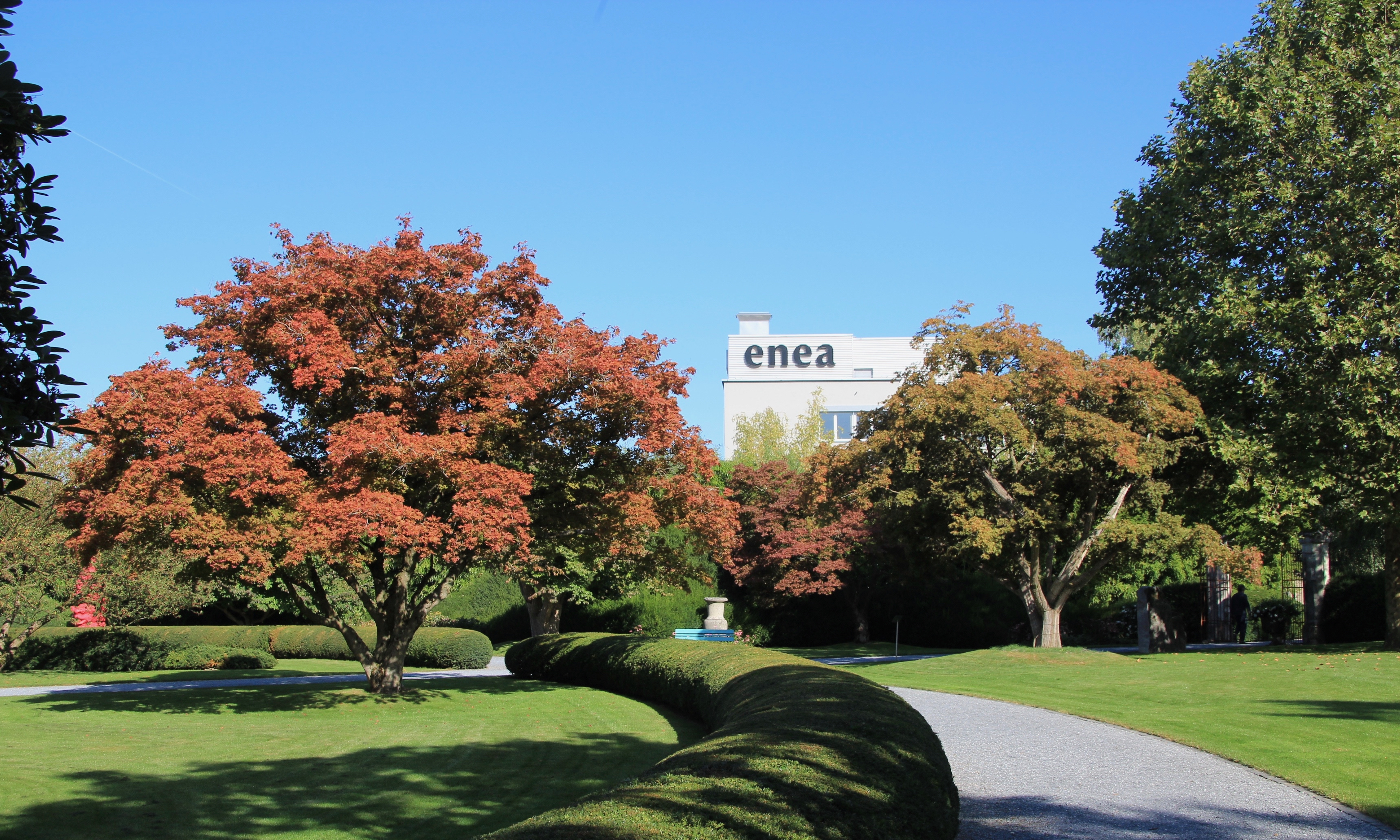
Park und Hauptgebäude

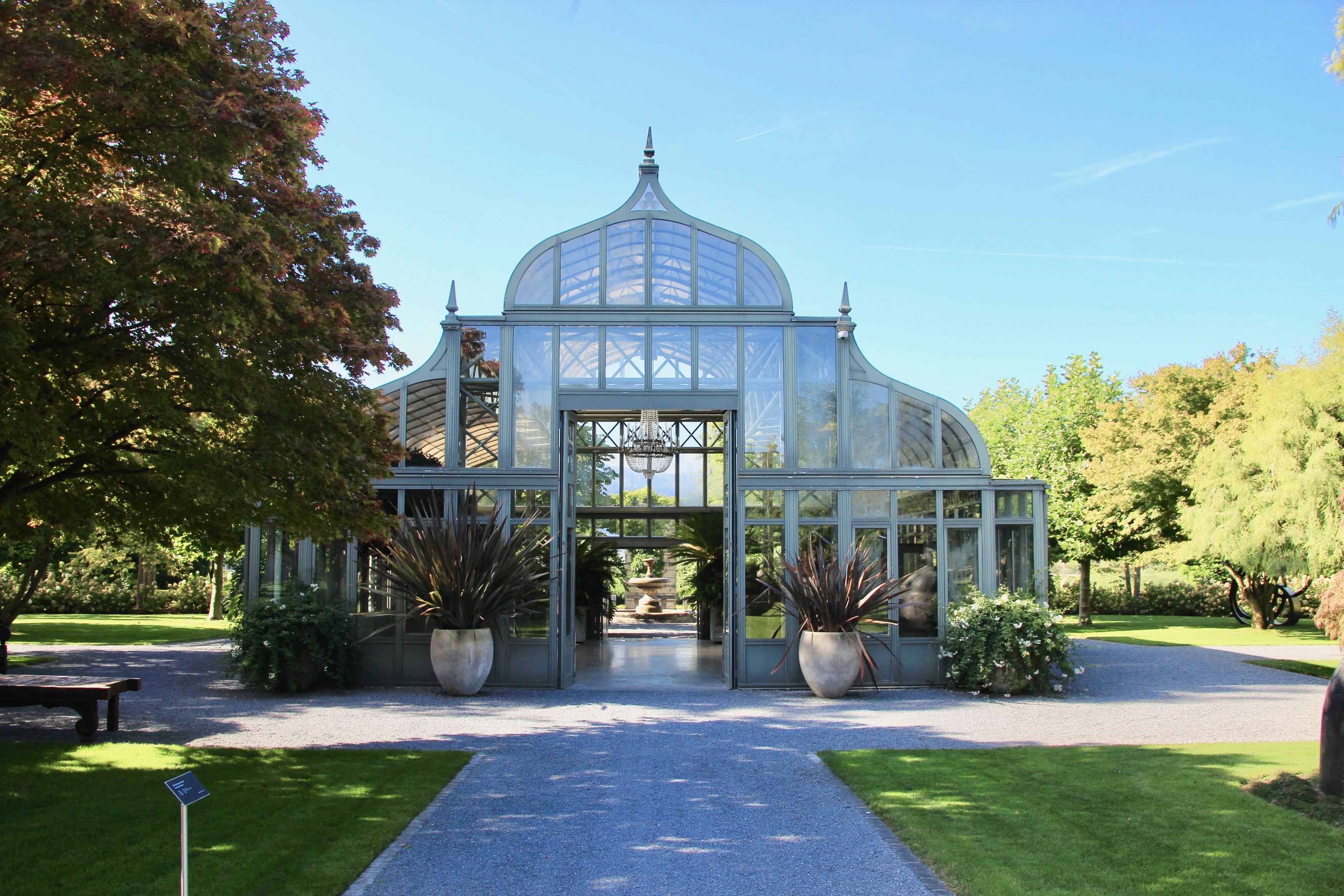
Orangerie

- Fiora – Working Model, Richard Erdmann
- Fiore, Manolo Valdés
- Inselbuch, Das, Martin Kippenberger
- Infanta Margarita, Manolo Valdés
- Lou, Jaume Plensa
- Meander, James Licini
- Mushrooms, Sylvie Fleury
- Pulpo Otto, Jeremie Crettol
- Remos Schnauz, Sergio Tappa
- Relay, Kerim Seiler
- Schweinebauch, Olaf Nicolai
- Sentinel, Richard Erdman
- Sentinel – Working Model, Richard Erdmann
- Sentinel, Jaume Plensa
- Sleeping Mountain, Masatoshi Izumi
- Snailholesuperlove, Jeremie Crettol
- Southern Shade V, Nigel Hall
- Spira, Richard Erdmann
- Unlimited & Limiters, Steve Claydon
- Wasserhahn, Risch/Duosch
- WVZ 147, Elmar Trenkwalder